# Armando II de Celje
Armando II (em esloveno:  Herman II. Celjski e em alemão:  Hermann Graf von Cilli, Ortenburg und Seger) (c. 1365 – 13 de outubro de 1435) foi um Conde de Celje e bano da Croácia, Eslavônia e Dalmácia. Armando era filho de Armando I, Conde de Celje com sua esposa Catarina da Bósnia, Condessa de Celje.
Armando II se casou com a Condessa Ana de Schaunberg em 1377 e tiveram seis filhos:
- Frederico II, Conde de Celje (1379–1454)
- Armando III, Conde de Celje (1380–1426)
- Isabel (1382)
- Ana (1384)
- Luís (1387–1417)
- Bárbara de Celje (1392–1451)
- Armando IV, Conde de Celje (1385–1421) (Que teria nascido fora do matrimônio e mais tarde teria sua legitimidade reconhecida pelo papa)

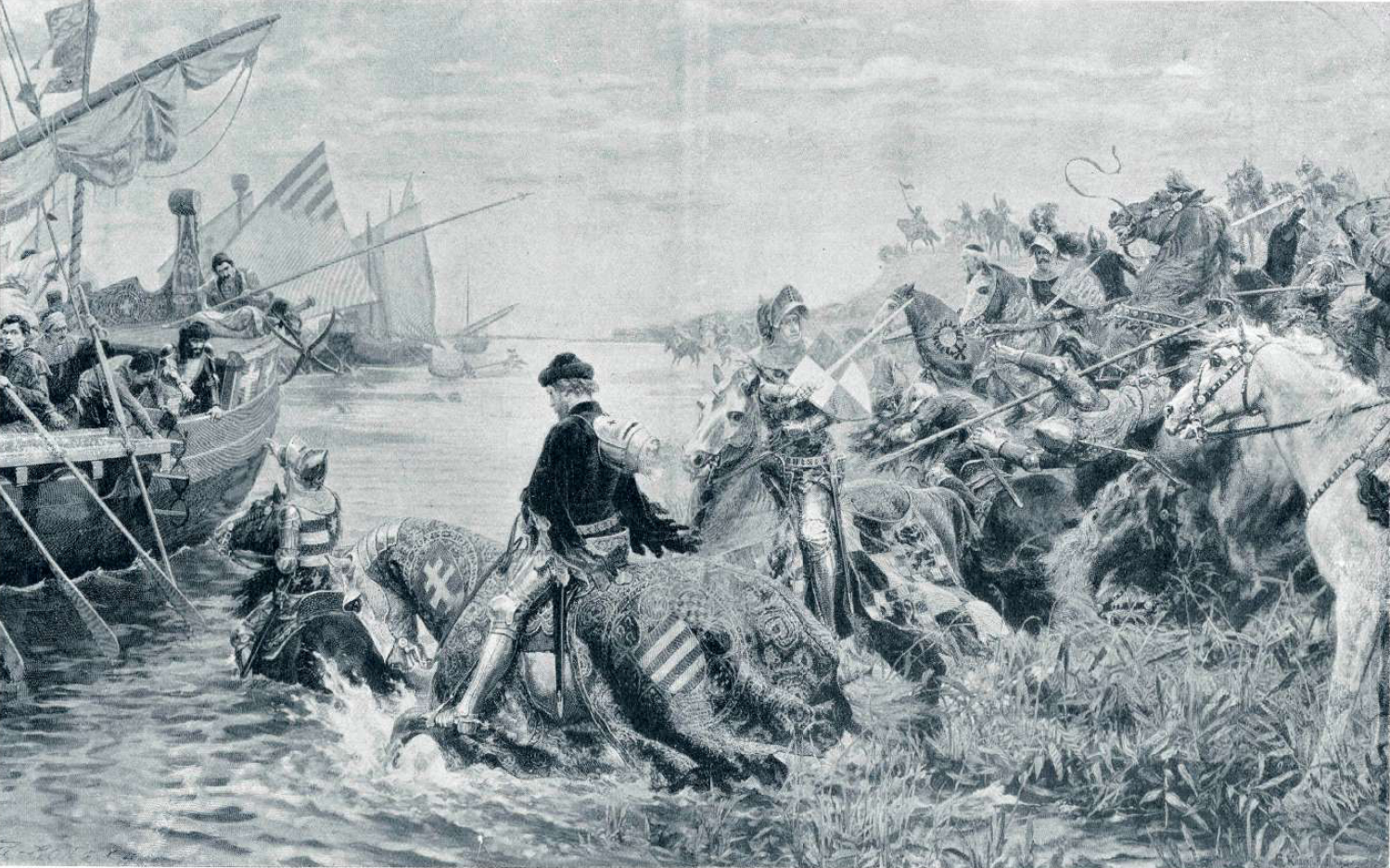
Armando II (cavaleiro à esquerda) salva o imperador Sigismundo da captura dos turcos

Em 1396, Armando II foi soldado de Sigismundo de Luxemburgo na Batalha de Nicópolis contra Bajazeto I do Império Otomano, e salvara a vida de Sigismundo em batalha, sendo então agraciado com o condado de Zagorje e a cidade de Varaždin. Em 1406, Armando funda um importante monastério da Ordem dos Cartuxos.
Em 1408 a filha de Armando, Bárbara, se casa com Sigismundo Rei da Hungria, que mais tarde se torna Rei da Boêmia e do Sacro Império Romano Germânico. Seu filho Frederico II de Celje assassina sua primeira esposa Isabel de Francopano e se casa com Verônica de Desenice, mesmo com a desaprovação da família. Enfurecido, Armando a julgou e executou por afogamento pelo crime de bruxaria.
Em 1427 Armando foi nomeado herdeiro presuntivo ao trono do Reino da Bósnia por seu primo, o Rei Tordácato II; no entanto Armando veio a morrer antes de Tordácato, falecendo em Bratislava.
- Este artigo foi inicialmente traduzido, total ou parcialmente, do artigo da Wikipédia em inglês cujo título é «Hermann II, Count of Celje».